# 16740 Kipthorne
16740 Kipthorne este o planetă minoră (asteroid), cu un diametru de 3,014 km, din centura de asteroizi. A fost descoperită pe 22 mai 1996 la Observatorul La Silla de Eric Walter Elst și a fost numită după Kip Thorne. 
Obiectul prezintă o orbită caracterizată de o semiaxă mare de 2,2895173 UAi, o excentricitate de 0,15, o înclinație de 5,70339 ° în raport cu ecliptica.